# Pradejón
Pradejón é um município da Espanha 
na província e comunidade autónoma de La Rioja, de área 31,76 km² com população de 3770 habitantes (2007) e densidade populacional de 111,77 hab/km².

## Demografia
| Variação demográfica do município entre 1991 e 2004 | Variação demográfica do município entre 1991 e 2004 | Variação demográfica do município entre 1991 e 2004 | Variação demográfica do município entre 1991 e 2004 |
| --------------------------------------------------- | --------------------------------------------------- | --------------------------------------------------- | --------------------------------------------------- |
| 1991                                                | 1996                                                | 2001                                                | 2004                                                |
| 2855                                                | 2904                                                | 3359                                                | 3541                                                |